# Andrea Pisano

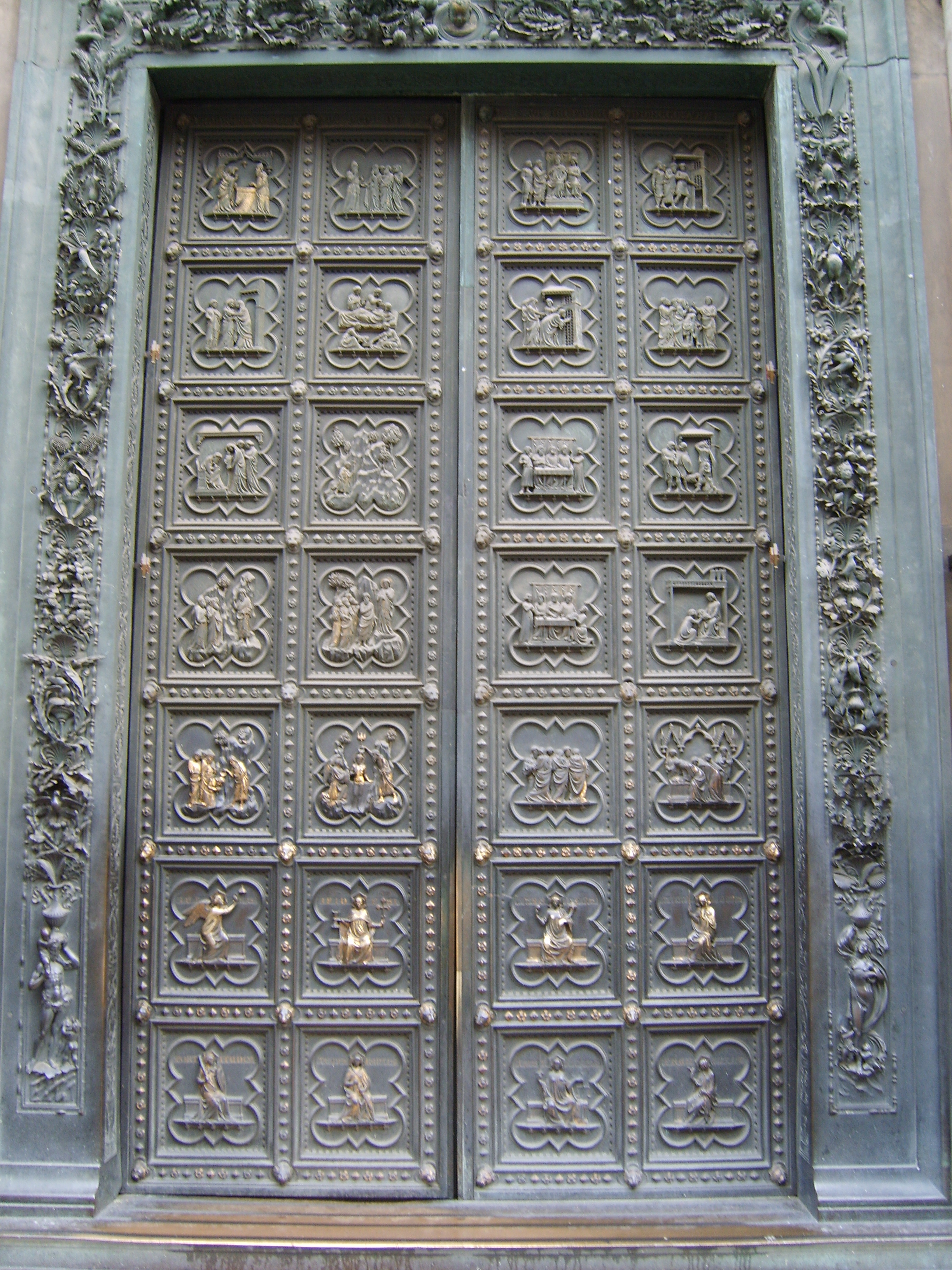
Drzwi do baptysterium

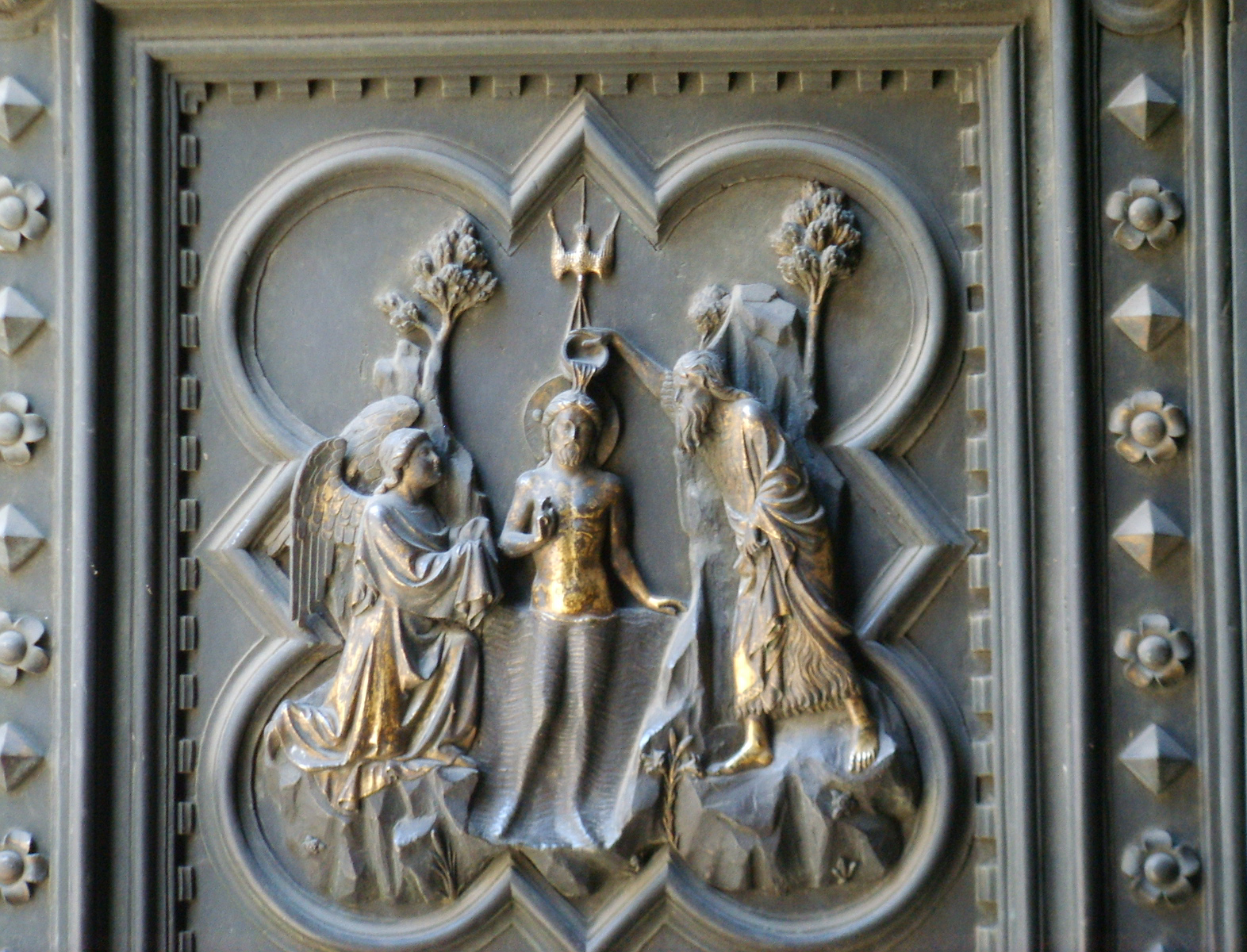
Drzwi do baptysterium – scena chrztu Jezusa

Andrea Pisano, znany też jako Andrea da Pontadera (ur. ok. 1290 w Pontedera, zm. ok. 1348/1349) – włoski rzeźbiarz i architekt.
Prawdopodobnie uczył się w warsztacie złotniczym w Pizie lub Florencji. Jego pierwszym znanym dziełem są drzwi do baptysterium florenckiego (tzw. pierwsze), nad którymi prace rozpoczął 22 stycznia 1330. W 1336 roku drzwi zostały zamontowane w południowym portalu, jednym z trzech. Każde skrzydło podzielone jest na 14 kwater, w których wewnątrz czworoliścia wyrzeźbiona została scena figuralna. Górne 10 scen z lewego skrzydła przedstawia życie i działalność Jana Chrzciciela – patrona baptysterium, miasta i cechu handlarzy sukna. Górne 10 z prawego skrzydła zawiera historie jego męki. Pozostałych 8 kwater ukazuje alegorie cnót.
Po śmierci Giotta w 1337 roku, Pisano zastąpił go na stanowisku kierownika budowy kampanili Santa Maria del Fiore we Florencji, tzw. dzwonnicy Giotta. Na trzecim poziomie kampanili Pisano wprowadził nisze z rzeźbami. Na dwóch niższym kondygnacjach także były umieszczone rzeźby, które według przekazów Ghibertiego również miał wykonać Pisano, ale na podstawie projektów Giotta. Przypuszcza się więc, że Pisano obecny był przy pracach przy dzwonnicy od samego ich początku. Budowę prowadził do ok. 1343 roku.
Około 1343-1347 powstała rzeźba Marii lactans (karmiącej), którą za Vasarim przypisywano synowi Andrei Pisano, Nino Pisano. Jednak na podstawie analizy stylistycznej dzieło to obecnie atrybuuje się ojcu. Rzeźba ta jest pierwszym w sztuce włoskiej przedstawieniem sceny karmienia Jezusa piersią przez Maryję.
Od 1347 Pisano prowadził budowę katedry w Orvieto, którą po jego śmierci w 1349 roku przejął Nino.